# Exército do Reino de Nápoles
O Exército do Reino de Nápoles foi a principal defesa terrestre e força ofensiva do Reino de Nápoles. Serviu ao lado do Grande Armée de Napoleão em muitas campanhas e guerras por toda a Europa, até sua morte final na Guerra Napolitana de 1815. Esteve em serviço de 1806 a 1815, renasceu do Exército das Duas Sicílias depois da anexação de Nápoles. O Exército era mais conhecido pelo esplendor de seus uniformes do que pelas conquistas de suas tropas.

## Origem
Depois o fim do Reino de Nápoles governado por Bourbon em 1806, um estado cliente governado pela França foi estabelecido em seu lugar, com o trono sendo dado ao irmão de Napoleão, Joseph Bonaparte. No entanto, quando José foi transferido para se tornar rei da Espanha, o trono de Nápoles foi concedido ao cunhado de Napoleão, Joachim Murat  O exército logo se tornou a maior fonte de emprego público no Reino, e foi a instituição que Murat, em particular, procurou para criar uma base independente para seu reino. No entanto, o recrutamento para o exército foi difícil desde o início, devido à resistência usual ao impopular sistema de recrutamento francês que havia sido introduzido. O número de homens recrutados inicialmente foi tão reduzido que condenados e bandidos capturados foram convocados para regimentos. A maioria dos oficiais eram oficiais inimigos capturados ou oficiais franceses e poloneses que permaneceram em Nápoles depois da campanha de 1806. As tropas napolitanas serviram em várias campanhas sob Napoleão e seus generais. No entanto, a onda de mudança de aliança de Murat em 1813 até 1815 resultou em seu exército tendo lealdades misturadas e se dissolvendo gradualmente, não encontrando interesse em servir ou lutar por Murat em suas campanhas.